# ERB Medien
Die ERB Medien GmbH ist eine TV-Produktionsfirma mit Sitz in Karlsruhe. Gegründet wurde sie 1997, als eine hundertprozentige Tochter des Evangelischen Rundfunkdienstes Baden (ERB gGmbH), der wiederum eine hundertprozentige Tochter der Evangelischen Landeskirche Baden ist. Im Rahmen eines Management buy Outs, wurde die Gesellschaft zum 1. Juli 2013 von Hanno Gerwin als allein Gesellschafter zu 100 % übernommen.

## Geschäftsfelder und Beteiligungen
Das Unternehmen ist Gesellschafterin der bw family.tv GmbH, die den baden-württembergischen Sender bw family.tv betreibt. Die ERB Medien GmbH produziert für bw family.tv folgende Formate:
- BW – Land & Leute
- BW Medizin
- Fit & Gesund mit Heike Drechsler
- Fliege TV
- GEPA TV
- Kindernothilfe TV
- Mama, Papa, Kind

Ein weiteres Geschäftsfeld sind Dienstleistungen im Bereich Internet sowie die Realisation von Audio- und Hörfunkprojekten.